# Indianna Jaymes
Indianna Jaymes (Boise, Idaho; 8 de octubre de 1964) es una actriz pornográfica retirada y modelo erótica estadounidense.

## Biografía
Indianna Jaymes nació en Boise, capital del estado de Idaho, en octubre de 1964. No se sabe mucho acerca de su vida antes de 2009, año en que decide probar suerte como actriz porno a sus 45 años de edad.
Más mayor que muchas otras actrices que comenzaron con más de treinta años en la industria, por su físico, su edad y atributos físicos, fue etiquetada más en la terminología de actriz cougar que en la de MILF. Trabajó en títulos como Freaks of Boobs, donde compartía escenas con Sophie Dee y Sara Jay; Busty Cock Worshippers 2, con Eva Notty y Puma Swede; My Friend's Hot Mom 19 o Curvy Mamas 3.
Se retiró de la escena un año después de empezar, en 2010, con algo más de 20 películas grabadas. Posteriormente se dedicó a trabajar como modelo erótica para firmas como Naughty America.